# Vanessa Matz
Vanessa Matz (ur. 12 sierpnia 1973 w Liège) – belgijska i walońska polityk, prawniczka oraz samorządowiec, parlamentarzystka, od 2025 minister w rządzie federalnym.

## Życiorys
Z wykształcenia i zawodu prawniczka. W 1996 ukończyła studia prawnicze na Uniwersytecie w Liège. Zaangażowała się w działalność polityczną w ramach Centrum Demokratyczno-Humanistycznego, przekształconego później w partię Les Engagés. W połowie lat 90. została radną w Aywaille, w latach 1997–2012 wchodziła w skład władz wykonawczych tej miejscowości. Była sekretarzem politycznym frakcji swojej partii w Parlamencie Walońskim, w latach 2006–2007 pełniła funkcję dyrektora politycznego cdH, a od 2007 do 2008 kierowała gabinetem jednego z ministrów. W latach 2008–2014 zasiadała w Senacie. W 2014 po raz pierwszy uzyskała mandat posłanki do Izby Reprezentantów; z powodzeniem ubiegała się o reelekcję w wyborach w 2019 i 2024. W 2024 została przewodniczącą klubu deputowanych Les Engagés.
W lutym 2025 weszła w skład nowego rządu federalnego, na czele którego stanął Bart De Wever; powierzono jej w nim funkcję ministra do spraw modernizacji administracji publicznej, a także przekazano jej odpowiedzialność za sprawy przedsiębiorstw publicznych i służby cywilnej.

## Odznaczenia
- Oficer Orderu Leopolda (2024)[1]